# Dužnički kapital
Dužnički kapital je najčešći oblik financiranja malog poduzetništva. To je vjerovnički odnos između korisnika dužničkog kapitala i ponuđača takvog kapitala u kojem korisnik vraća posuđenu glavnicu i plaća fiksno dogovorene kamate. Pri tome onaj tko nudi kapital ne ulazi u upravljanje poduzećem koje uzima kapital, nego osigurava financije na druge načine, a najčešće je upisivanje hipoteke na imovinu koju ima uzimatelj dužničkog kapitala.
Oblici dužničkog kapitala su: bankovni krediti, leasing opreme, financijska poduzeća, komercijalni papiri, kupci i dobavljači.

## Bankovni kredit
To je najčešći oblik dužničkog kapitala.
On se može pojaviti u svim investicijskim stupnjevima iako je u nekim fazama (na samom početku te kod otkupa) to neprimjeren način financiranja. Bankovni kredit je relativno jednostavan izvor financiranja koji ima svoje ustaljene načine i administrativne postupke dobivanja. Posebno su prikladni za financiranje rane faze razvoja poduzeća, druge runde i za financiranje proširenja poduzeća, a kod nas su učestali kao pogonski kapital (startna faza u životnom ciklusu poduzeća tada mora biti vrlo kratka jer inače poduzeće nije u stanju otplaćivati glavnicu i plaćati kamate).
Bankovni krediti koriste se za kratkoročna, srednjoročna i dugoročna financiranja. Uvjeti za podizanje bankovnih kredita u različitim bankama različiti su i promjenljivi pa poduzetnik treba često provjeravati i uspoređivati prije nego odabere najbolje.
S druge strane, bankovna ponuda mora biti pregledna i banke moraju biti primjereno organizirane za taj posao. Banke obično, nakon što već izdaju kredit, premalo vode računa o svojim komitentima te ih premalo prate u tekućem poslovanju i premalo nadziru sposobnosti poduzetnika za dogovoreno otplaćivanje kredita.
Pri tome, za poduzetnika je važno znati što banka od njega zahtjeva. Banka traži od poduzetnika da dobro poznaje svoj poslovni koncept, i to je jedan od razloga zašto banka inzistira na izradi poslovnog plana kojim će poduzetnik banku uvjeriti u ispravnost svoje poslovne ideje. Ali za banku su važna i njegova prethodna poslovna iskustva, i iskustva s bankama. Čak i poduzetnikov izgled, fizički i psihički, može doprinijeti ili otežati taj postupak.
Ali osim toga, banka će ipak najveću pozornost obratiti financijskim pokazateljima poslovanja i profitabilnosti. Gotovo bez iznimke, banke zahtijevaju da jedan dio sredstava poduzetnika nabavi sam, tj. da uloži vlastiti novac. 

## Leasing opreme
Dužničko financiranje u rastućem poduzeću može se ostvariti i uz pomoć leasinga opreme. 
To je poseban oblik ugovora o najmu razne materijalne imovine (strojevi, oprema, automobili i sl.) koji prema svojoj ekonomskoj biti može imati i obilježja kupoprodaje.
Razlikujemo više vrsta lizinga, a osnovna je podjela na: financijski i poslovni (operativni).
Financijski lizing je ugovor o najmu kojim se na primatelja prenosi najveći dio koristi i rizika povezanih s vlasništvom nad predmetom lizinga. Iako korisnik lizinga ne postaje formalnopravni vlasnik, u ekonomskom smislu to je izjednačeno s prodajom, a jedina razlika u odnosu na kupoprodaju na kredit je u tome što formalnopravno vlasništvo nad predmetom lizinga prelazi na primatelja tek nakon otplate posljednjeg obroka.  
Poslovni lizing suštinski se ne razlikuje od klasičnog najma. Najmodavac ostaje i pravni i ekonomski vlasnik predmeta lizinga, a po isteku ugovorenog razdoblja trajanja najma najmoprimac može predmet vratiti vlasniku, napraviti novi ugovor o najmu ili kupiti predmet najma. 
Prednosti financiranja lizingom su: nije potreban vlastiti ili posuđeni kapital; na taj se način ne povećava zaduženost poduzeća; nije potrebno osigurati dodatna jamstva; ne postoji rizik zastarjevanja strojeva i opreme (operativni lizing; omogućuje se praćenje novih tehnologija.
Lizing ima i svoje nedostatke: skupi izvor financiranja; najam je fiksna obaveza.

### Financijska poduzeća
Financijska poduzeća posuđuju novac iz najrazličitijih izvora, a zatim ga pojednicima i poduzećima posuđuju na nov način. Troškove svog poslovanja namiruju razlikom između kamatnih stopa koju plaćaju vlasnicima izvora koji novac posuđuju njima i kamatne stope koje zaračunavaju svojim strankama. 
Za financijska je poduzeća specifično da vrlo precizno utvrđuju svoje obveze prema vlasniku izvora financijskih sredstava pa oni ne mogu povući svoje novce iz financijskih poduzeća u suprotnosti s dogovorenim, drugim riječim, ne mogu povući svoja sredstva kada to nije definirano unaprijed. I to je upravo razlika između financijskih poduzeća i banaka jer komitenti banaka mogu podignuti svoje depozite iz banaka kada god žele i na taj način smanjiti kreditne mogućnosti banaka. Zato banke ne mogu ulaziti u tako rizične poslove kao financijska poduzeća, tako da financijska poduzeća mogu kreditirati i one poslove koje banke ne mogu. 
Financijska poduzeća za svoje poslovanje mogu podizati kredite, jamstva, kupuju dospjela potraživanja, mogu primati i gotovinu, učestalo unajmljuju zgrade, opremu i zalihe. 

### Komercijalni papiri
Obično ih izdaju velika poduzeća, dobro poznate korporacije, država, a manje su karakteristični za mala poduzeća. To je alternativa za kratkoročne bankovne kredite.

### Kupci i dobavljači
Značajan izvor financiranja poduzeća mogu biti i kupci i dobavljači. Prvenstveno se radi o kratkoročnom zaduživanju gdje je uobičajeno da postoji određeni platežni rok za robu koju poduzeću dobavljaju dobavljači - zaduživanjem- neplaćenjem računa od dobavljača ili to može biti u obliku avansa za naručene poslove.